# Seven Sinners (1940)
Seven Sinners is een Amerikaanse dramafilm uit 1940 onder regie van Tay Garnett. Destijds werd de film in Nederland uitgebracht onder de titel De zeven zondaren.

## Verhaal
Bijou Blanche is een barzangeres in het Stille Zuidzeegebied. Ze wordt verliefd op de marineofficier Dan Brent. Hij wil een fatsoenlijk meisje van haar maken.

## Rolverdeling
| Acteur             | Personage         |
| ------------------ | ----------------- |
| Marlene Dietrich   | Bijou             |
| John Wayne         | Dan               |
| Albert Dekker      | Dr. Martin        |
| Broderick Crawford | Ned               |
| Anna Lee           | Dorothy           |
| Mischa Auer        | Sasha             |
| Billy Gilbert      | Tony              |
| Richard Carle      | Districtsofficier |
| Samuel S. Hinds    | Gouverneur        |
| Oskar Homolka      | Antro             |
| Reginald Denny     | Kapitein Church   |
| Vince Barnett      | Barman            |
| Herbert Rawlinson  | Eerste stuurman   |
| James Craig        | Marineofficier    |
| William Bakewell   | Marineofficier    |